# Maja Poljak
Maja Poljak (Spalato, 2 maggio 1983) è un'ex pallavolista croata.
Giocava nel ruolo di centrale.

## Carriera

### Club
Figlia del cestista Željko Poljak, Maja cresce nel settore giovanile dell'HAOK Mladost di Zagabria, squadra con cui esordisce nel massimo campionato croato nel 1997 a soli quattordici anni.
Si trasferisce in Italia nella stagione 2000-01 debuttando in Serie A1 con la maglia del Vicenza: nel suo primo anno vince la Coppa CEV mentre all'inizio del campionato successivo conquista la Supercoppa Italiana, avendo la meglio in entrambi i casi sul Bergamo.
Nella stagione 2003-04 passa proprio tra le file della formazione orobica, dove in cinque anni si aggiudica due campionati italiani (2003-04 e 2005-06), due Coppe Italia (2005-06 e 2007-08), due Champions League (2004-05 e 2006-07), la Coppa CEV 2003-04 e la Supercoppa italiana 2004.
Al termine dell'esperienza italiana, nella stagione 2008-09 Maja si trasferisce alla formazione turca del Türk Telekom di Ankara, dove rimane solo un anno.
L'anno successivo viene ingaggiata dal VakıfBank GS, dove rimane per un biennio vincendo la Champions League 2010-11 ed ottenendo il premio come miglior giocatrice a muro.
Nella stagione 2011-12 passa all'Eczacıbaşı aggiudicandosi immediatamente il campionato, la Coppa di Turchia e la Supercoppa turca; l'anno successivo bissa il trionfo in Supercoppa turca, mentre nella stagione 2014-15 conquista la Champions League e la Campionato del mondo per club.
Nel campionato 2016-17 approda alla formazione russa della Dinamo Mosca, concludendo al termine della stagione la propria carriera professionistica.

### Nazionale
Con la maglia della Nazionale croata si aggiudica la medaglia d'argento agli Europei 1999 e dieci anni più tardi il terzo posto ai XVI giochi del Mediterraneo.

## Palmarès

### Club
- Campionato italiano: 2

2003-04, 2005-06
- Campionato turco: 1

2011-12
- Coppa Italia: 2

2005-06, 2007-08
- Coppa di Turchia: 1

2011-12
- Supercoppa italiana: 2

2001, 2004
- Supercoppa turca: 2

2011, 2012
- Campionato mondiale per club: 1

2015
- Champions League: 4

2004-05, 2006-07, 2010-11, 2014-15
- Coppa CEV: 2

2000-01, 2003-04

### Nazionale (competizioni minori)
- Giochi del Mediterraneo 2009

### Premi individuali
- 2005 - Champions League: Miglior muro
- 2011 - Champions League: Miglior muro
- 2011 - Voleybol 1. Ligi: Miglior muro
- 2015 - Champions League: Miglior centrale
- 2015 - Coppa del Mondo per club: Miglior centrale
- 2015 - CEV: Giocatrice più spettacolare dell'anno
- 2017 - Campionato mondiale per club: Miglior centrale